# Fley
Fley là một xã trong tỉnh Saône-et-Loire, thuộc vùng Bourgogne-Franche-Comté của nước Pháp, có dân số là 260 người (thời điểm 1999). Fley nằm 25 km về phía nam của Dijon.

## Nhân khẩu học
| 1962 | 1968 | 1975 | 1982 | 1990 | 1999 |
| ---- | ---- | ---- | ---- | ---- | ---- |
| 113  | 154  | 160  | 194  | 207  | 260  |